# Palcazu
La Palcazu est une rivière du Pérou dans le Pasco.

## Description
Elle nait à la confluence des rivières Bocaz et Cacazú issues des montagnes de la chaîne du San Carlo et débouche dans la Pachita. Elle appartient aux rivières de type longitudinal, c'est-à-dire qui passe parallèlement à la structure des roches. Sa largeur atteint un maximum de 300 m.
Sa vallée est habitée par des indiens Yanesha.